# Élisabeth Hardouin-Fugier
Pour les articles homonymes, voir Hardouin.
Élisabeth Hardouin-Fugier, née le 5 novembre 1931, est une historienne de l'art française.

## Biographie
Elle est la fille de l'historien André Fugier.
- Professeure certifiée de dessin (1955-1970).
- Études d’histoire de l’art, licence, maîtrise, thèse de doctorat (peinture mystique lyonnaise, 1978).
- Assistante (Aix-en-Provence, 1970), puis professeur à l’université Jean-Moulin, Lyon (1984).

Professeure honoraire d'histoire de l'art à l'université Jean-Moulin de Lyon, elle est l'autrice d'une trentaine d'ouvrages, dont plusieurs livres portant sur les rapports entre l'homme et l'animal. Elle étudie notamment l'entrée de l'animal dans le droit, et plus particulièrement le droit allemand. Elle a publié plusieurs ouvrages consacrés à la corrida et à son histoire. Elle a également publié, avec Éric Baratay, un ouvrage sur les jardins zoologiques.

## Œuvres
- Élisabeth Hardouin-Fugier, La Corrida de A à Z, Saint-Cyr-sur-Loire, Éditions Alan Sutton, 2010, 128 p. (ISBN 978-2-8138-0187-6)
- Bernard Bertod et Élisabeth Hardouin-Fugier, Les ex-voto de Fourvière : Démarches votives lyonnaises, Châtillon-sur-Chalaronne, La Taillanderie, 2008, 126 p. (ISBN 978-2-87629-393-9)
- Élisabeth Hardouin-Fugier, Le Poème de l'âme par Louis Janmot : 1814-1892, Châtillon-sur-Chalaronne, La Taillanderie, 2007, 96 p. (ISBN 978-2-87629-358-8)
- Élisabeth Hardouin-Fugier, Histoire de la corrida en Europe du XVIIIe au XXIe siècle, Connaissances et Savoirs, 2005, 382 p. (ISBN 978-2-7539-0049-3, lire en ligne)
- Élisabeth Hardouin-Fugier, Les peintres de fleurs en France : de Redouté à Redon, Éditions de l'Amateur, 2003 (ISBN 978-2-85917-383-8, lire en ligne)
- Élisabeth Hardouin-Fugier, Le peintre et l'animal en France au XIXe siècle, Éditions de l'Amateur, 2001 (lire en ligne)
- Éric Baratay, Élisabeth Hardouin-Fugier, Zoos : histoire des jardins zoologiques en Occident (XVIe – XXe siècle), La Découverte, 1998, 294 p. (ISBN 978-2-7071-2895-9, lire en ligne)
  - traduction allemande : Zoo. Von der Menagerie Zum Tierpark, Berlin, Wagenbach, 2000.
  - traduction anglaise : Zoo. A History of Zoological Garden in the West, London, Reaktion Books, 2002.
  - traductions chinoises : Pékin, China Citic Press, 2007, et Taïwan, Morning Star, 2007.
- Éric Baratay, Élisabeth Hardouin-Fugier, La Corrida, Paris, Presses universitaires de France, coll. « Que sais-je ? no 568 », 1995, 126 p. (ISBN 2-13-046882-9, lire en ligne)
- Élisabeth Hardouin-Fugier, La peinture lyonnaise au XIXe siècle, Editions de l'amateur, 1995 (lire en ligne)
- Élisabeth Hardouin-Fugier, Les étoffes : dictionnaire historique, Editions de l'amateur, 1994 (lire en ligne)
- Wolfgang Drost, Élisabeth Hardouin-Fugier, Louis Janmot, précurseur du symbolisme, Heidelberg, C. Winter, 1994, 248 p. (ISBN 3-8253-0209-1)
- Élisabeth Hardouin-Fugier, Louis Janmot, 1814–1892, Lyon, Presses universitaires de Lyon, 1981, 330 p. (ISBN 2-7297-0106-0)